# Lech (rivier)
De Lech is een zijrivier van de Donau, die door Oostenrijk en Duitsland stroomt.
Tijdens de volksverhuizingen aan het begin van de middeleeuwen vormde de Lech de grens tussen de Alemannen in het westen en de Bajuwaren in het oosten. De rivier vormt nog ongeveer de grens tussen de Beierse en Zwabische dialecten.
De Lech ontspringt in de Oostenrijkse deelstaat Vorarlberg, passeert de wintersportplaats Lech am Arlberg met dezelfde naam en stroomt vervolgens tussen de Allgäuer Alpen en de Lechtaler Alpen door Tirol. In Oostenrijk heeft de rivier nog een woest karakter. De hoge bergtoppen van de Allgäuer en Lechtaler Alpen liggen relatief ver van de stroom. In het deel door Tirol is van het gebied aan de Lech een natuurpark gemaakt. Net voor de grens met Duitsland ligt er in de Lech een waterval. 
In Duitsland komt de rivier door Füssen en door de Forggensee. Steden aan de Lech in Duitsland daarna zijn Schongau, Landsberg am Lech, Augsburg en Gersthofen. De Lech is in Duitsland erg belangrijk voor de elektriciteitswinning. Tussen Landsberg en Augsburg ligt er een aantal stuwmeren in de rivier. Tussen Augsburg en Gersthofen komt de rivier Wertach in de Lech uit. Na Augsburg is de Lech voor een groot deel gekanaliseerd en ligt de oude bedding droog. Bij Marxheim, in de buurt van Donauwörth, mondt de Lech in de Donau uit. De Lech is na de Inn en de Isar de belangrijkste toevoersrivier van de Donau op Duits gebied.

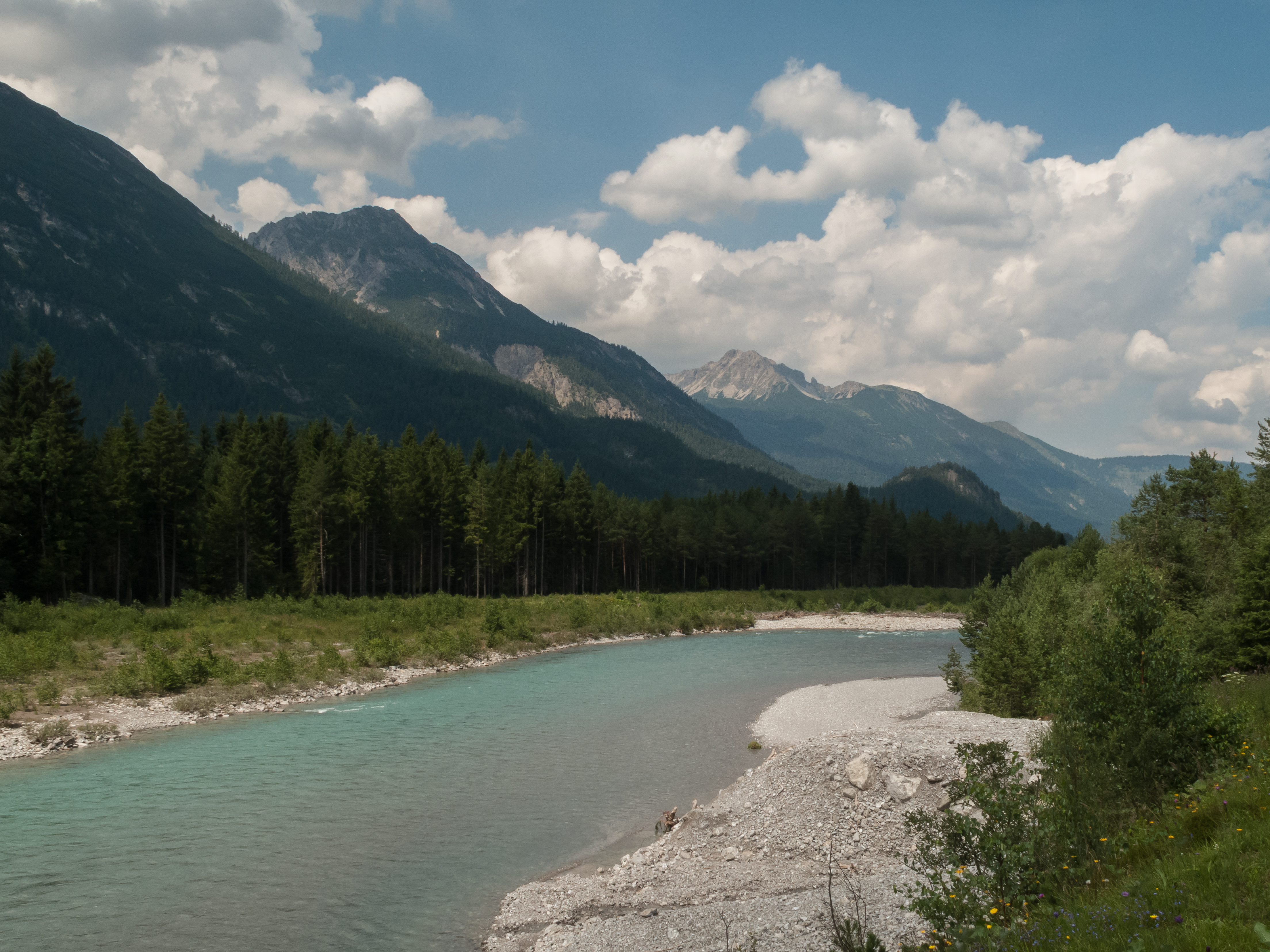
tussen Elmen en Stanzach
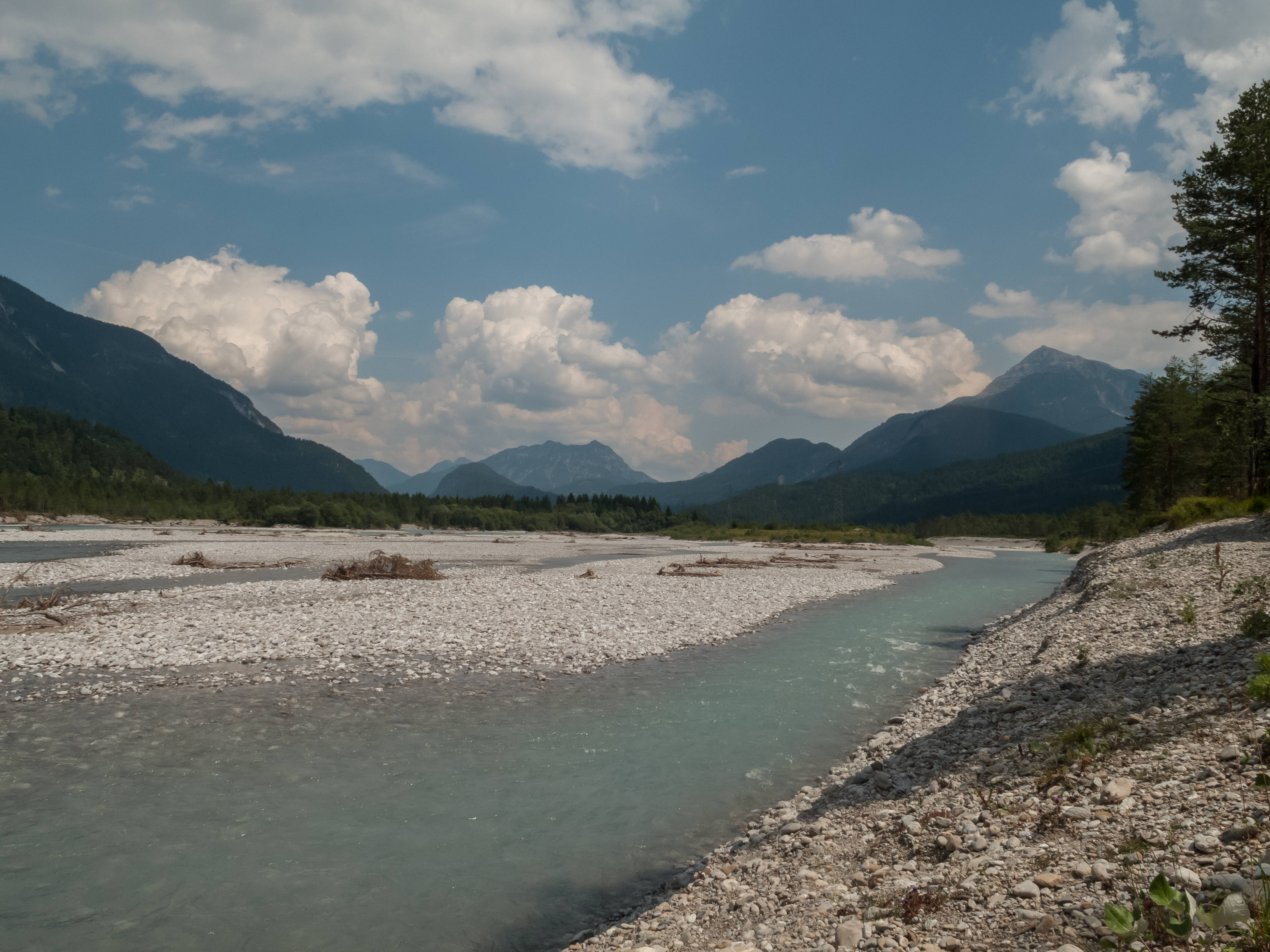
tussen Weissenbach en Forchach

1. ↑  (de)  Naturpark Lechtal. Gearchiveerd op 3 september 2023.

- Gemeinsame Normdatei: 4034953-6
- Nationale Bibliotheek van Tsjechië: ge768442
- Système universitaire de documentation: 176165096
- Virtual International Authority File: 236347925